# SC-03G
ドコモ タブレット GALAXY Tab S 8.4 SC-03G（ドコモ タブレット ギャラクシー タブ エス ハチテンヨン エスシーゼロサンジー）は、韓国のサムスン電子によって開発された、NTTドコモの第3.9世代移動通信システム（Xi）と第3世代移動通信システム（FOMA）のデュアルモード端末である。ドコモ タブレットのひとつ。
キャッチコピーは「キーボード搭載で用途多彩、画面鮮やかジャストサイズタブレット。」

## 概要
GALAXY Tab 7.7 Plus SC-01Eの後継機種で、2014年6月にアメリカ・ニューヨークのマディソン・スクエア・ガーデンで開催された「Samsung GALAXY PREMIERE 2014」で発表され、同年8月に日本で発売された「GALAXY Tab S」の8.4インチモデルをベースに、LTEの高速通信にも対応したタブレット端末である。
8.4インチ・ワイドQXGAの有機ELディスプレイ「Super AMOLED」を搭載しているほか、Galaxy Tabシリーズで初となるフルセグに対応している。ただしNOTTVには対応していない。
バッテリー容量は4900mAh。バッテリーは端末本体に内蔵されており、取り替えるためにはドコモショップに持ち込む必要がある。
なお、防水性能は備えていないほか、赤外線通信・おサイフケータイには非対応である。
バッテリーを内蔵したサムスン純正の本端末専用のBluetoothキーボードをパッケージに同梱して販売する。キーボード側にあるミゾにGALAXY Tab S 8.4を差し込むような形で固定することで、画面を横にして立てるとノートパソコンのようなスタイルにして使うことができる。画面を縦にして立てることも可能。ヒンジがないため、角度の調整はできない。収納時にはGALAXY Tab S 8.4と一体化し、外れないようにロックをかけることもできる。
通話機能を搭載していないが、近くにあるGALAXYシリーズのスマートフォンをリモート操作する「Side Sync」機能を使うことで、間接的に通話などが行うことができる。またオーディオ再生は新たにハイレゾ音源に対応した。

## プリインストールアプリケーション
PC連携アプリ
- Samsung Kies 3

Google標準アプリ
- Chrome
- Gmail
- Google
- Google+
- Google設定
- Playゲーム
- Playストア
- Playブックス
- Playムービー&TV
- YouTube
- ハングアウト
- 写真
- マップ
- ドライブ
- 音声検索

メーカー提供アプリ
- Dropbox
- Evernote
- Eメール
- Flipboard
- GALAXY Apps
- Hancom Office Viewer
- Samsung Apps
- Side Sync 3.0
- Smart Remote
- SMS
- Sプランナー
- Sボイス
- Webex
- カメラ
- ギャラリー
- ビデオ
- ブラウザ
- マイファイル
- テレビ
- ミュージック
- 辞書
- 設定
- 電卓
- 時計
- 取扱説明書
- 連絡先

## 主な機能
| 主な対応サービス                                 | 主な対応サービス                         | 主な対応サービス                       | 主な対応サービス                              |
| ------------------------------------------------ | ---------------------------------------- | -------------------------------------- | --------------------------------------------- |
| タッチパネル／加速度センサー                     | Xi／FOMAハイスピード                     | Bluetooth                              | DCMX／おサイフケータイ／赤外線／トルカ        |
| フルセグ／ワンセグ／モバキャス                   | メロディコール                           | テザリング                             | WiFi IEEE802.11a/b/g/n/ac(2.4GHz/5GHz)        |
| GPS                                              | spモード／電話帳バックアップ             | デコメール／デコメ絵文字／デコメアニメ | iチャネル                                     |
| エリアメール／ソフトウェアーアップデート自動更新 | デジタルオーディオプレーヤー(WMA)(MP3他) | GSM／3Gローミング（WORLD WING）        | フルブラウザ／Flash Player                    |
| Google Play／dメニュー／dマーケット              | Gmail／Google Talk／YouTube／Picasa      | バーコードリーダ／名刺リーダ           | ドコモ地図ナビ／Google Maps／ストリートビュー |

## 歴史
- 2014年9月30日 - NTTドコモより正式発表。予約受付開始。
- 2014年12月12日 - 発売開始[1]。
- 2015年9月7日 - Android 5.0へのアップデート提供開始[2]。
- 2017年1月12日 - Android 6.0へのアップデート提供開始[3]。